# Robert of Braybrooke
Robert of Braybrooke († 1211) war ein englischer Beamter, der mehrfach als Sheriff diente.

## Leben
Die Herkunft von Robert of Braybrooke ist unbekannt. Gegen Ende der Herrschaft von König Richard I. begann er, in Mittelengland einen Landbesitz aufzubauen. Dies gelang ihm, indem er die Ländereien von überschuldeten Landbesitzern erwarb, die diese bei jüdischen Geldverleihern verpfändet hatten. Da Juden damals in England keinen Grundbesitz erwerben durften, konnte Braybrooke diese Ländereien durch die Zahlung der Pfandsumme erwerben. Dadurch gelang es ihm, vor allem in Northamptonshire, Leicestershire, Bedfordshire, Buckinghamshire und Essex Besitzungen zu erwerben. Zu diesen Besitzungen gehörte auch der Landbesitz des verschuldeten Wischard Ledet, dem Herrn der Honour von Chipping Warden in Northamptonshire. Braybrooke verheiratete seinen einzigen Sohn Henry mit Ledets einziger Tochter Christiana, so dass sein Sohn zum Erben seines Schwiegervaters wurde. Dazu diente Robert of Braybrooke während der Herrschaft von König Johann Ohneland auch als Sheriff von Bedfordshire, Buckinghamshire, Northamptonshire und Rutland, wo er versuchte, möglichst hohe Einkünfte für den König zu erzielen. Der Chronist Roger of Wendover zählte ihn deshalb zu den schlechten Ratgebern von König Johann.
Sein Erbe wurde schließlich sein Sohn Henry.